# Palaeolama weddelli
Palaeolama weddelli es una especie extinta del género Palaeolama, integrado por mamíferos artiodáctilos de la familia Camelidae. Este animal vivió en Sudamérica durante el Pleistoceno, y se extinguió durante el fin del Pleistoceno y comienzos del Holoceno, posiblemente a manos de los primeras etnias amerindias con las que convivió en su hábitat. 

## Distribución y hábitat
Sus restos se han colectado en Sudamérica desde Bolivia, hasta el sur de la Patagonia, incluyendo Chile, Uruguay, y gran parte de la Argentina, siendo abundante en las pampas argentinas.
Se ha recuperado material correspondiente a Palaeolama weddelli en los siguientes localidades paleo/arqueológicas:
Argentina.
- Ciudad de Buenos Aires (piso Bonaerense)
- Provincia de Buenos Aires
  - Villa Ballester (piso Puelchense);[1]
  - Mercedes;[2]
- Provincia de Santiago del Estero

Bolivia
- Tarija, Departamento de Tarija.

## Características
El tamaño corporal de esta especie según algunos autores era comparable al de los actuales camellos y dromediarios. Su peso fue calculado en alrededor de 1 t. Según otros era solo un tercio mayor que el guanaco.

## Taxonomía
Esta especie fue descrita originalmente por Paul Gervais en el año 1855 bajo el nombre científico de Auchenia weddelli. El material tipo —sin número original— se compone de un metacarpo (falange), y está depositado en el Museo Nacional de Historia Natural de Francia, en París. En el año 1869 se utilizó esta especie para crear el género Palaeolama, por lo cual es su especie tipo. Fue colectada por primera vez en perfiles correspondientes a la edad Ensenadense (Pleistoceno) de Tarija, Bolivia.
Allí se han exhumado los ejemplares más antiguos y mejor documentados del subgénero Palaeolama (Palaeolama) en América del Sur.  
Posteriormente, Paul Gervais y Florentino Ameghino describieron en el año 1880 a: Hemiauchenia.
Cabrera, y Hoffstetter, consideraron a Hemiauchenia sinónimo de Palaeolama. Webb volvió a distinguir a Hemiauchenia como un género aparte de Palaeolama, y describió sus caracteres diagnósticos. En el año 1999, Guérin & Faure designaron a Hemiauchenia como un subgénero de Palaeolama, pasando la especie tipo del género a integrar el subgénero típico: Palaeolama (Palaeolama), por lo tanto, Palaeolama (Palaeolama) weddelli.
Se ha descrito una subespecie: Palaeolama weddelli parodii (Rusconi, 1936) de la parte superior de la edad Chapadmalense (Plioceno medio).

## Hábitos y causas de su extinción
Seguramente viviría en pequeños grupos que pastarían siempre atentos al peligro que representaban los variados predadores carnívoros. Su dieta era herbívora.
Vivió hasta el Holoceno temprano, por lo que convivió durante algunos milenios con los primitivos amerindios. Estos dieron caza a este animal, a juzgar por los hallazgos provenientes de yacimientos arqueológicos. Según los especialistas esta podría haber sido una de las causas principales de su extinción.